# La polizia bussa alla porta
La polizia bussa alla porta (The Big Combo) è un film del 1955 diretto da Joseph H. Lewis.

## Trama

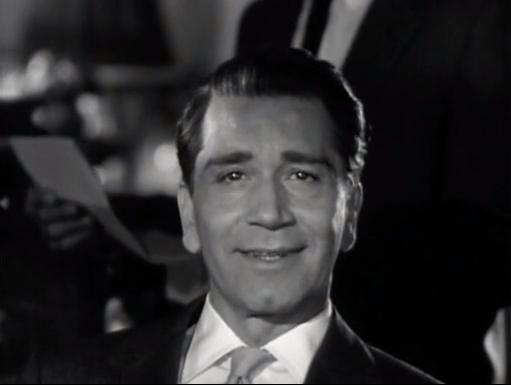
Richard Conte in una scena del film

Il tenente Leonard Diamond è pronto a tutto pur di sgominare la potente banda dell'elegante quanto sadico mister Brown. Ma le difficoltà e le resistenze sono enormi, anche all'interno della polizia, anche a causa delle voci che circolano sul fatto che Diamond si sia innamorato proprio di Susan Lowell, la donna del boss. Per incastrarlo, il tenente si mette sulle tracce di Alicia, la ex moglie di Brown misteriosamente scomparsa ma i personaggi che potrebbero aiutare Diamond nell'affermazione della verità vengono uno dopo l'altro assassinati.

## Produzione
B movie per eccellenza, il film segna un felice incontro tra la nuova politica dell'Allied Artists International che con il produttore Walter Mirisch si specializzava in quegli anni in film a basso costo che privilegiavano il genere piuttosto che i caratteri psicologici dei singoli personaggi, e il regista Joseph H Lewis che non abbandonò mai del tutto la produzione di serie B, nella quale era particolarmente ferrato per tutti gli strumenti del mestiere posseduti. Era entrato alla MGM a soli 17 anni come assistente cameraman rimanendovi per diciannove anni.